# Castell de Segura (Ribes de Freser)
El Castell de Segura és un castell del municipi de Ribes de Freser (Ripollès) declarat bé cultural d'interès nacional.

## Descripció
Està situat a sobre de Ribes de Freser, en un puig anomenat "el Castell" a 1142 metres d'altitud. Al cim d'aquest puig es pot veure algun fragment de mur o de torre caigut; també hi ha una gran cisterna, de 6 x 4 metres, que té a l'entrada una gran pedra tallada que forma un lleuger arc i a l'interior està coberta per una volta de canó.

## Història
La primera referència documental és del 1207, en el jurament de fidelitat que Hug de Nevà fa a Ramon de Ribes pels castells de Ribes i de Segura. Per la seva proximitat, la història d'aquest castell va paral·lela a la de Ribes i per això moltes vegades no se l'esmenta en la documentació.
Durant l'ofensiva pirinenca de l'infant Jaume de Mallorca el 1374, el castell de Segura adquirí un paper rellevant. Se li van fer diverses restauracions i es va guarnir de defensors.
En una memòria sobre les armes i reparacions necessàries als castells i fortaleses del comtat de Cerdanya de l'any 1390, aquest castell apareix com a bastant malmès i necessitat d'una reedificació. La darrera menció que es fa d'aquest castell data del 1493, quan Damià Descatllar recordà al rei Ferran el Catòlic que li havia empenyorat juntament amb la vall de Ribes.